# Parallage intricata
Parallage intricata is een vlinder uit de familie van de spanners (Geometridae). De wetenschappelijke naam werd gepubliceerd in 1902 door Paul Dognin.
Deze vlinder werd aangetroffen in Popayán in Colombia.